# Kardam Bulharský
Kardam Bulharský (či Kardam Tarnovský nebo Kardam Sakskoburggotski (Sasko-kobursko-gothajský), 2. prosince 1962, Madrid – 7. dubna 2015, Madrid) byl prvorozený syn bývalého bulharského cara Simeona II. a jeho ženy Margarity Gómez-Acebo. Po celý život byl následníkem hypotetického bulharského trůnu, s titulem kníže tarnovský. Pocházel z bulharské části koburské větve rodu Wettinů. Po babičce byl také pravnukem italského krále Viktora Emanuela III.
Byl pojmenován podle bulharského chána Kardama. Studoval zemědělskou ekonomii na Pensylvánské státní univerzitě v USA. Posledních 5 let života strávil v kómatu po mozkové příhodě, pak zemřel. Následnictví po něm přešlo na jeho staršího syna Borise.

## Rodina
11. července 1996 si v Madridu vzal za ženu Miriam de Ungría y López (* 2. září 1963). Pár měl dva syny:
- Boris Tarnovský (* 12. října 1997), kníže tarnovský
- Beltrán Tarnovský (* 23. března 1999)

## Autonehoda, nemoc a smrt
15. srpna 2008 měl poblíž El Molar (okolí Madridu) s manželkou vážnou dopravní nehodu, při které jejich vůz narazil do stromu a Kardam utrpěl poranění lebky a obou paží. Byl letecky transportován do nemocnice Doce de Octubre, zatímco jeho žena do nemocnice La Paz. Princezna Miriam utrpěla zlomeninu lokte, několika žeber a měla poraněnou plíci. Po několika týdnech byla z nemocnice propustěna. Vážněji zraněný Kardam byl tři dny po havárii uveden do umělého spánku. Pomalu se zotavoval a 23. ledna 2009 byl propuštěn do domácího léčení. Naučil se znovu chodit a mluvit.
Rok poté v lednu 2010 utrpěl mozkovou příhodu a upadl do kómatu. Z něj se už neprobral a zemřel 7. dubna 2015 na následky plicní infekce.